# Kvalifikace na Mistrovství světa ve fotbale 2006 (UEFA) – skupina 4
Zápasy této kvalifikační skupiny na Mistrovství světa ve fotbale 2006 se konaly v letech 2004 a 2005. Ze šesti účastníků si postup na závěrečný turnaj vybojoval vítěz skupiny. Celek na druhém místě v závislosti na žebříčku týmů na druhých místech buď také přímo postoupil (v případě, že byl mezi dvěma nejlepšími), nebo hrál baráž.

## Tabulka
| Tým             | Z  | V | R | P | GV | GI | +/- | B  |
| --------------- | -- | - | - | - | -- | -- | --- | -- |
| Francie         | 10 | 5 | 5 | 0 | 14 | 2  | +12 | 20 |
| Švýcarsko       | 10 | 4 | 6 | 0 | 18 | 7  | +11 | 18 |
| Izrael          | 10 | 4 | 6 | 0 | 15 | 10 | +5  | 18 |
| Irsko           | 10 | 4 | 5 | 1 | 12 | 5  | +7  | 17 |
| Kypr            | 10 | 1 | 1 | 8 | 8  | 20 | -12 | 4  |
| Faerské ostrovy | 10 | 0 | 1 | 9 | 4  | 27 | -23 | 1  |

## Zápasy
| 4. září 2004 15:00              |          |      |                                                                            |
| Irsko                           | 3 – 0    | Kypr | Lansdowne Road, Dublin diváci: 36 000 rozhodčí: Levan Paniashvili (Gruzie) |
| Morrison 33' Reid 38' Keane 54' | (Report) |      | Lansdowne Road, Dublin diváci: 36 000 rozhodčí: Levan Paniashvili (Gruzie) |

| 4. září 2004 17:30                         |          |                 |                                                                             |
| Švýcarsko                                  | 6 – 0    | Faerské ostrovy | St. Jakob-Park, Basilej diváci: 11 880 rozhodčí: Alexandru Tudor (Rumunsko) |
| Vonlanthen 10', 14', 57' Rey 29', 44', 55' | (Report) |                 | St. Jakob-Park, Basilej diváci: 11 880 rozhodčí: Alexandru Tudor (Rumunsko) |

| 4. září 2004 21:00 |          |        |                                                                                 |
| Francie            | 0 – 0    | Izrael | Stade de France, Saint-Denis diváci: 43 527 rozhodčí: René Temmink (Nizozemsko) |
|                    | (Report) |        | Stade de France, Saint-Denis diváci: 43 527 rozhodčí: René Temmink (Nizozemsko) |

| 8. září 2004 17:00 |          |                     |                                                                      |
| Faerské ostrovy    | 0 – 2    | Francie             | Tórsvøllur, Tórshavn diváci: 5 917 rozhodčí: Craig Thomson (Skotsko) |
|                    | (Report) | Giuly 32' Cissé 73' | Tórsvøllur, Tórshavn diváci: 5 917 rozhodčí: Craig Thomson (Skotsko) |

| 8. září 2004 20:30 |          |             |                                                                         |
| Švýcarsko          | 1 – 1    | Irsko       | St. Jakob-Park, Basilej diváci: 28 000 rozhodčí: Kyros Vassaras (Řecko) |
| H. Yakin 17'       | (Report) | Morrison 8' | St. Jakob-Park, Basilej diváci: 28 000 rozhodčí: Kyros Vassaras (Řecko) |

| 8. září 2004 20:50     |          |                  |                                                                                  |
| Izrael                 | 2 – 1    | Kypr             | Ramat Gan Stadium, Ramat Gan diváci: 21 872 rozhodčí: Sergey Shmolik (Bělorusko) |
| Benayoun 64' Badir 75' | (Report) | Konstantinou 59' | Ramat Gan Stadium, Ramat Gan diváci: 21 872 rozhodčí: Sergey Shmolik (Bělorusko) |

| 9. října 2004 20:00        |          |                               |                                                                           |
| Kypr                       | 2 – 2    | Faerské ostrovy               | GSP Stadium, Nikósia diváci: 1 400 rozhodčí: Zohrab Gadiyev (Ázerbájdžán) |
| Konstantinou 15' Okkas 81' | (Report) | Jørgensen 21' R. Jacobsen 43' | GSP Stadium, Nikósia diváci: 1 400 rozhodčí: Zohrab Gadiyev (Ázerbájdžán) |

| 9. října 2004 20:05 |          |                         |                                                                               |
| Izrael              | 2 – 2    | Švýcarsko               | Ramat Gan Stadium, Ramat Gan diváci: 37 976 rozhodčí: Mark Shield (Austrálie) |
| Benayoun 9', 48'    | (Report) | Frei 26' Vonlanthen 34' | Ramat Gan Stadium, Ramat Gan diváci: 37 976 rozhodčí: Mark Shield (Austrálie) |

| 9. října 2004 21:00 |          |       |                                                                                        |
| Francie             | 0 – 0    | Irsko | Stade de France, Saint-Denis diváci: 78 863 rozhodčí: Arturo Dauden Ibáñez (Španělsko) |
|                     | (Report) |       | Stade de France, Saint-Denis diváci: 78 863 rozhodčí: Arturo Dauden Ibáñez (Španělsko) |

| 13. října 2004 19:30  |          |                 |                                                                          |
| Irsko                 | 2 – 0    | Faerské ostrovy | Lansdowne Road, Dublin diváci: 36 000 rozhodčí: Romans Lajuks (Lotyšsko) |
| Keane 14' (pen.), 32' | (Report) |                 | Lansdowne Road, Dublin diváci: 36 000 rozhodčí: Romans Lajuks (Lotyšsko) |

| 13. října 2004 21:45 |          |                       |                                                                       |
| Kypr                 | 0 – 2    | Francie               | GSP Stadium, Nikósia diváci: 3 319 rozhodčí: Claus Bo Larsen (Dánsko) |
|                      | (Report) | Wiltord 38' Henry 72' | GSP Stadium, Nikósia diváci: 3 319 rozhodčí: Claus Bo Larsen (Dánsko) |

| 17. listopadu 2004 19:00 |          |                     |                                                                     |
| Kypr                     | 1 – 2    | Izrael              | GSP Stadium, Nikósia diváci: 1 624 rozhodčí: Sten Kaldma (Estonsko) |
| Okkas 45'                | (Report) | Keisi 17' Nimni 86' | GSP Stadium, Nikósia diváci: 1 624 rozhodčí: Sten Kaldma (Estonsko) |

| 26. března 2005 19:50 |          |              |                                                                               |
| Izrael                | 1 – 1    | Irsko        | Ramat Gan Stadium, Ramat Gan diváci: 32 150 rozhodčí: Valentin Ivanov (Rusko) |
| Abbas Souan 90'       | (Report) | Morrison 43' | Ramat Gan Stadium, Ramat Gan diváci: 32 150 rozhodčí: Valentin Ivanov (Rusko) |

| 26. března 2005 21:00 |          |           |                                                                                  |
| Francie               | 0 – 0    | Švýcarsko | Stade de France, Saint-Denis diváci: 79 373 rozhodčí: Massimo De Santis (Itálie) |
|                       | (Report) |           | Stade de France, Saint-Denis diváci: 79 373 rozhodčí: Massimo De Santis (Itálie) |

| 30. března 2005 20:30 |          |      |                                                                   |
| Švýcarsko             | 1 – 0    | Kypr | Hardturm, Curych diváci: 16 066 rozhodčí: Stuart Dougal (Skotsko) |
| Frei 87'              | (Report) |      | Hardturm, Curych diváci: 16 066 rozhodčí: Stuart Dougal (Skotsko) |

| 30. března 2005 20:50 |          |               |                                                                             |
| Izrael                | 1 – 1    | Francie       | Ramat Gan Stadium, Ramat Gan diváci: 32 150 rozhodčí: Markus Merk (Německo) |
| Badir 83'             | (Report) | Trézéguet 50' | Ramat Gan Stadium, Ramat Gan diváci: 32 150 rozhodčí: Markus Merk (Německo) |

| 4. června 2005 16:30 |          |                         |                                                                     |
| Faerské ostrovy      | 1 – 3    | Švýcarsko               | Svangaskarð, Toftir diváci: 2 047 rozhodčí: Serge Gumienny (Belgie) |
| R. Jacobsen 70'      | (Report) | Wicky 25' Frei 72', 84' | Svangaskarð, Toftir diváci: 2 047 rozhodčí: Serge Gumienny (Belgie) |

| 4. června 2005 19:30 |          |                                |                                                                        |
| Irsko                | 2 – 2    | Izrael                         | Lansdowne Road, Dublin diváci: 36 000 rozhodčí: Kyros Vassaras (Řecko) |
| Harte 5' Keane 11'   | (Report) | Avi Yehiel 39' Avi Nimni 45+1' | Lansdowne Road, Dublin diváci: 36 000 rozhodčí: Kyros Vassaras (Řecko) |

| 8. června 2005 19:30 |          |                       |                                                                       |
| Faerské ostrovy      | 0 – 2    | Irsko                 | Tórsvøllur, Tórshavn diváci: 5 180 rozhodčí: Anton Guenov (Bulharsko) |
|                      | (Report) | Harte 51' Kilbane 59' | Tórsvøllur, Tórshavn diváci: 5 180 rozhodčí: Anton Guenov (Bulharsko) |

| 17. srpna 2005 19:00 |          |                                          |                                                                          |
| Faerské ostrovy      | 0 – 3    | Kypr                                     | Svangaskarð, Toftir diváci: 2 720 rozhodčí: Stefan Johannesson (Švédsko) |
|                      | (Report) | Konstantinou 39', 77' (pen.) Krassas 95' | Svangaskarð, Toftir diváci: 2 720 rozhodčí: Stefan Johannesson (Švédsko) |

| 3. září 2005 17:30 |          |           |                                                                           |
| Švýcarsko          | 1 – 1    | Izrael    | St. Jakob-Park, Basilej diváci: 30 000 rozhodčí: Roberto Rosetti (Itálie) |
| Frei 6'            | (Report) | Keisi 20' | St. Jakob-Park, Basilej diváci: 30 000 rozhodčí: Roberto Rosetti (Itálie) |

| 3. září 2005 21:00             |          |                 |                                                                           |
| Francie                        | 3 – 0    | Faerské ostrovy | Stade Félix-Bollaert, Lens diváci: 40 126 rozhodčí: Jaroslav Jára (Česko) |
| Cissé 14', 76' Olsen 18' (vl.) | (Report) |                 | Stade Félix-Bollaert, Lens diváci: 40 126 rozhodčí: Jaroslav Jára (Česko) |

| 7. září 2005 18:00 |          |                     |                                                                       |
| Faerské ostrovy    | 0 – 2    | Izrael              | Tórsvøllur, Tórshavn diváci: 2 240 rozhodčí: Pieter Vink (Nizozemsko) |
|                    | (Report) | Nimni 54' Katan 79' | Tórsvøllur, Tórshavn diváci: 2 240 rozhodčí: Pieter Vink (Nizozemsko) |

| 7. září 2005 19:55 |          |           |                                                                          |
| Irsko              | 0 – 1    | Francie   | Lansdowne Road, Dublin diváci: 36 000 rozhodčí: Herbert Fandel (Německo) |
|                    | (Report) | Henry 68' | Lansdowne Road, Dublin diváci: 36 000 rozhodčí: Herbert Fandel (Německo) |

| 7. září 2005 21:15 |          |                                 |                                                                     |
| Kypr               | 1 – 3    | Švýcarsko                       | GSP Stadium, Nikósia diváci: 2 561 rozhodčí: Nikolaj Ivanov (Rusko) |
| Aloneftis 35'      | (Report) | Frei 15' Senderos 71' Cygax 84' | GSP Stadium, Nikósia diváci: 2 561 rozhodčí: Nikolaj Ivanov (Rusko) |

| 8. října 2005 20:00 |          |            |                                                                        |
| Kypr                | 0 – 1    | Irsko      | GSP Stadium, Nikósia diváci: 13 546 rozhodčí: Viktor Kassai (Maďarsko) |
|                     | (Report) | Elliott 6' | GSP Stadium, Nikósia diváci: 13 546 rozhodčí: Viktor Kassai (Maďarsko) |

| 8. října 2005 20:45 |          |           |                                                                              |
| Švýcarsko           | 1 – 1    | Francie   | Stade de Suisse Wankdorf, Bern diváci: 31 400 rozhodčí: Terje Hauge (Norsko) |
| Magnin 80'          | (Report) | Cissé 53' | Stade de Suisse Wankdorf, Bern diváci: 31 400 rozhodčí: Terje Hauge (Norsko) |

| 8. října 2005 21:10        |          |                 |                                                                                   |
| Izrael                     | 2 – 1    | Faerské ostrovy | Ramat Gan Stadium, Ramat Gan diváci: 31 857 rozhodčí: Bernhard Brugger (Rakousko) |
| Benayoun 1' Zandberg 90+1' | (Report) | Samuelsen 90+3' | Ramat Gan Stadium, Ramat Gan diváci: 31 857 rozhodčí: Bernhard Brugger (Rakousko) |

| 12. října 2005 19:45 |          |           |                                                                       |
| Irsko                | 0 – 0    | Švýcarsko | Lansdowne Road, Dublin diváci: 35 944 rozhodčí: Markus Merk (Německo) |
|                      | (Report) |           | Lansdowne Road, Dublin diváci: 35 944 rozhodčí: Markus Merk (Německo) |

| 12. října 2005 20:45                          |          |      |                                                                                |
| Francie                                       | 4 – 0    | Kypr | Stade de France, Saint-Denis diváci: 78 864 rozhodčí: Wolfgang Stark (Německo) |
| Zidane 29' Wiltord 32' Dhorasoo 44' Giuly 84' | (Report) |      | Stade de France, Saint-Denis diváci: 78 864 rozhodčí: Wolfgang Stark (Německo) |

## Střelci
| Pozice | Hráč                  | Země      | Branky |
| ------ | --------------------- | --------- | ------ |
| 1      | Alexander Frei        | Švýcarsko | 6      |
| 2      | Djibril Cissé         | Francie   | 4      |
| 2      | Robbie Keane          | Irsko     | 4      |
| 2      | Yossi Benayoun        | Izrael    | 4      |
| 2      | Johan Vonlanthen      | Švýcarsko | 4      |
| 6      | Michalis Konstantinou | Kypr      | 3      |
| 6      | Clinton Morrison      | Irsko     | 3      |
| 6      | Adoram Keisi          | Izrael    | 3      |
| 6      | Avi Nimni             | Izrael    | 3      |
| 6      | Alexandre Rey         | Švýcarsko | 3      |